# Cô Nguyên
Cô Nguyên (chữ Hán giản thể: 沽源县) là một huyện thuộc địa cấp thị Trương Gia Khẩu, tỉnh Hà Bắc, Cộng hòa Nhân dân Trung Hoa. Huyện này từng là một bộ phận của tỉnh Chahar. Huyện Cô Nguyên nằm ở phía bắc Hà Bắc, ở thềm phía nam của cao nguyên Nội Mông Cổ. Tọa độ là 41° 39' 55 độ vĩ bắc, 115° 41' 52 độ kinh đông.
Huyện Cô Nguyên có diện tích 2621 ki-lô-mét vuông, dân số năm 1999 là 228.444 người.. Mã số bưu chính của Cô Nguyên là 076500. Chính quyền quận Cô Nguyên đóng ở trấn Bình Định Bảo. 